# Apprentis d'Auteuil
 (septembre 2024).
 (septembre 2024).
La fondation Apprentis d’Auteuil (nommée les Orphelins apprentis d'Auteuil jusqu’en 2009 avec le sigle OAA, puis Fondation d'Auteuil,, puis fondation Apprentis d'Auteuil depuis 2020, communiquant sous le nom de marque Apprentis d'Auteuil), créée en 1866 par l'abbé Louis Roussel, est une fondation française catholique reconnue d'utilité publique, dont la tutelle est confiée par l'archevêché de Paris à la congrégation du Saint-Esprit.
C'est une œuvre sociale qui se consacre à l'accueil, l'éducation, la formation et l'aide à l'insertion des jeunes en difficulté sociale, ainsi qu'à l'accompagnement des familles dans le cadre d'une démarche préventive, en France et à l’international. 
Depuis les années 2010, elle développe également une activité de plaidoyer en faveur de la jeunesse en difficulté. 
La fondation est accréditée à l'ECOSOC, le Conseil économique et social des Nations unies.

## Historique

### 1866-1895: l’abbé Roussel fonde les Orphelins apprentis d’Auteuil
Préoccupé par le sort des orphelins à Paris, l’abbé Louis Roussel (1825-1897) fonde le 19 mars 1866 l’Œuvre de la Première Communion avec ses six premiers enfants des rues. Il s’installe le jour même dans une maison abandonnée au 40, rue Jean-de-La-Fontaine, dans le quartier d'Auteuil à Paris, qu’il achète avec les 2 000 francs donnés par l’archevêque de Paris, Georges Darboy. L'abbé Roussel entendait « créer, agir et innover pour le service des enfants les plus pauvres et les plus démunis ». L'oeuvre est dédiée à l'origine aux orphelins auxquels elle voulait donner une bonne éducation, ainsi qu'un métier leur permettant de gagner leur vie. L'abbé Roussel souhaite que chaque enfant soit accueilli, soigné, apprenne à lire et à écrire, reçoive une formation chrétienne et un métier, à l'origine de cordonnerie, de tailleur et de menuiserie. Le nombre des orphelins augmente rapidement. Dix ans après la création de l'Œuvre, ce sont 200 enfants qui sont instruits chaque année. La guerre franco-allemande de 1870 triple le nombre d'orphelins ; à Paris, la situation économique est dure et il est difficile de placer les jeunes d’Auteuil en apprentissage.

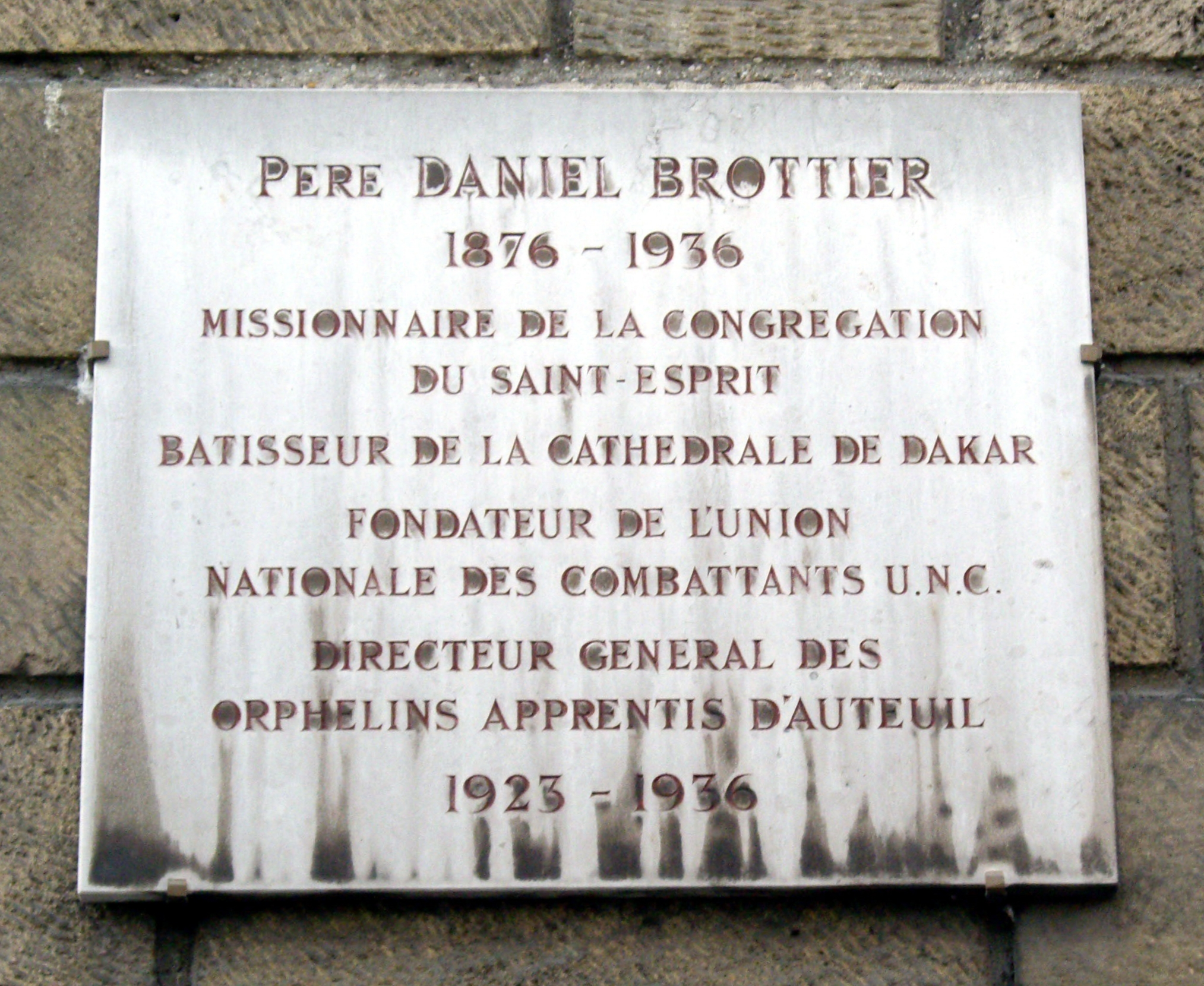
Plaque sur la façade du siège parisien.

En juillet 1871, Louis Roussel décide d'ouvrir ses propres ateliers pour former les orphelins et leur apprendre un métier. Les Orphelins apprentis d’Auteuil sont nés. Ils s'illustreront particulièrement dans le métier de l'imprimerie avec un journal hebdomadaire, La France illustrée.
En juillet 1878, l'orphelinat connaît de graves problèmes de trésorerie. Il est alors sauvé grâce à une souscription organisée par Saint-Genest, journaliste au Figaro.
L’abbé Roussel se retire en mai 1895 et meurt le 11 janvier 1897.

### 1895-1901: les années de l'abbé Fontaine
Vers 1890, la fondation rencontre à nouveau de gros problèmes financiers. Le 1er mai 1895, l'abbé Daniel Fontaine arrive à Auteuil et succède à l'abbé Roussel. Il réussit à résoudre les problèmes financiers et trouve des solutions pour rentabiliser l'école professionnelle. Sous son impulsion, l'Œuvre accueille de très jeunes enfants de 2 à 6 ans, les « Petits Jésus ». 
L'abbé Fontaine fut directeur des revues La France Illustrée et L'Ami des Enfants, imprimées et publiées par l'imprimerie des orphelins-apprentis. Il quittera la fondation en 1901 et sera remplacé par l'abbé François-Édouard Blétit.
La Première Guerre mondiale et les années suivantes sont surmontées avec difficulté par l'institution. En 1923, très endettée, elle ne compte plus que 170 orphelins. La fondation est reprise par le père Daniel Brottier (1876-1936), qui se plaçait sous la protection de Thérèse de Lisieux. 

### 1923-1936: le père Brottier

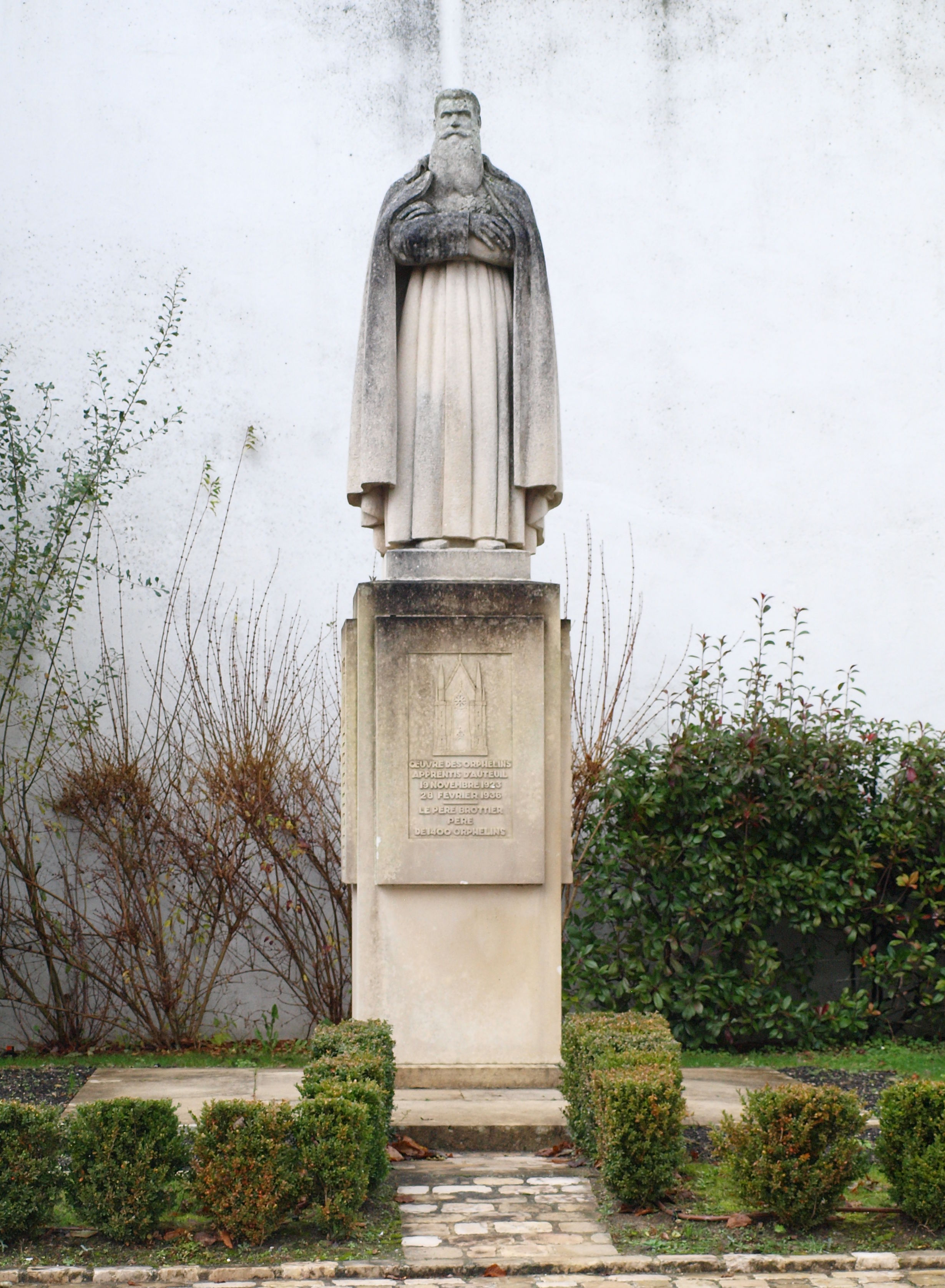
Statue de Daniel Brottier à La Ferté-Saint-Cyr (Loir-et-Cher).

Le père Daniel Brottier reprend l’institution, qui rencontre alors de grandes difficultés. Il réussit à redresser la barre en déployant un plan de collecte plus important. Il entreprend la construction de la chapelle Sainte-Thérèse sur le site. Elle est inaugurée en 1925. Il reçoit le prix Niobé de l'Académie française et obtient la reconnaissance « d'utilité publique » pour l'Œuvre en 1929.
En 1931, les premières annexes voient le jour en périphérie de Paris, puis en province. Au décès du père Brottier en 1936, l'Œuvre d’Auteuil accueille 1 400 enfants et compte 14 annexes.

### 1939-1973: la Seconde Guerre mondiale et les Trente Glorieuses
Malgré la période difficile de la guerre et de l’occupation de la France par l'Allemagne pendant la Seconde Guerre mondiale, l'Œuvre continue tant bien que mal à vivre et à se développer : en 1940, lorsque les Allemands entrent dans Paris, elle compte 2 150 orphelins. Sous l’impulsion du père Marc Duval, à la tête de l'Œuvre à partir de 1942, les Orphelins apprentis d’Auteuil connaissent une période d’expansion importante, due en partie aux nombreux orphelins à accueillir après la fin des combats.
En 1949, l’Œuvre ouvre un orphelinat en Martinique. À partir de 1954, les écoles professionnelles deviennent des écoles techniques. La fondation intègre le système de l’Éducation nationale. En 1962, on compte 3 500 jeunes. Le père Duval est contraint de quitter ses fonctions pour raison de santé, il est remplacé par le père Bœgly. Sa priorité est d’apporter aux jeunes une formation professionnelle. Il s’attache à l’agrandissement des maisons existantes pour leur permettre d'accroître leur capacité d’accueil et de diversifier les métiers enseignés. Il quitte l’institution en 1972. Le père Le Gall lui succède, mais ne reste que huit mois à la tête de l'Œuvre qu’il quitte malade, très ébranlé par une campagne de presse qui accusait la Fondation de faire des tests de médicaments sur certains jeunes.

### 1973-2000
En 1975, le premier centre à La Réunion voit le jour ; il accueille 71 garçons. Les orphelinats deviennent des maisons de vie plus adaptées aux mutations sociales des années 1970. Les contrats avec l’Éducation nationale et les services sociaux se développent. L'institution s'ouvre aux fillettes en 1978, puis aux jeunes filles en 1986. En 1979, la fondation accueille 3 000 jeunes, compte 22 maisons et forme à 25 métiers.
En 1980, elle élargit son champ d’accueil avec la création d’un centre d'aide par le travail pour les personnes handicapées mentales, l’ouverture de classes adaptées aux trisomiques et un service d’aide de jour pour les sans-abris. À cette époque également, elle accueille de nombreux enfants étrangers issus des boat-people vietnamiens.
En 1985, la fondation actualise son projet éducatif. Le chômage qui s’intensifie conduit à se pencher davantage sur la question de l’insertion. En 1988 est créée Aide et formation des jeunes du monde (AFJM), qui propose assistance pédagogique, technique et logistique et échanges culturels avec les pays en voie de développement.
En 1990, l'Institut de France, sur proposition de l’Académie française, décerne le prix Dupuis à la fondation pour l'ensemble de son œuvre.
En 1993, la fondation propose la création d’entreprises d’insertion et l’objectif « garantie du premier emploi ». Le père Savoie prend la direction de la fondation. 
En 1994, l’ONG Auteuil International est créée, elle permet une collaboration et des initiatives pédagogiques avec les pays du Sud.
En 1999, l'Inspection générale des affaires sociales (IGAS) diligente une enquête[pourquoi ?].
En 2000, la fondation accueille une nouvelle catégorie de jeunes, les mineurs isolés étrangers (MIE) venus principalement d'Afrique, d'Europe de l'Est et d'Asie.
En 2000, le projet éducatif de la fondation est réécrit à la suite d’un grand mouvement de réflexion de la fondation. La fondation développe de nouvelles actions et réorganise ses structures : les 33 maisons deviennent 240 établissements répartis en 5 régions.

### Depuis 2001
La fondation d'Auteuil entend s'adapter aux nouvelles problématiques sociales liées à la protection de l'enfance et se consacre aux jeunes en difficulté.
En 2007, la fondation d'Auteuil accueille – sans considération d’origine ou de religion – 9 300 garçons et filles : 74 % confiés par leur famille, et 26 % par l'aide sociale à l'enfance (ASE) ou un juge des enfants. La grande majorité des jeunes sont des adolescents (73 % ont entre 12 et 17 ans et 18 % entre 18 et 20 ans). Les autres sont généralement plus jeunes (7 % entre 6 et 12 ans et moins de 0,5 % ont moins de 5 ans), et plus rarement plus âgés (1,4 % ont plus de 21 ans).
En 2009, elle fait l'objet d'un contrôle de la Cour des comptes sur les dons de 2004 à 2006, qui indique notamment : qu'« en 2006, 85,3 % des ressources ont été employées au bénéfice des jeunes, 3,2 % par les coûts d’appel à la générosité du public, et les frais de fonctionnement ont représenté 11,5 % des ressources. ».
En 2004, la fondation met en place un premier centre maternel, destiné à l’accueil des mineures enceintes. 
En 2008, lors de la visite du pape Benoît XVI en France, les élèves de la fondation d'Auteuil réalisent la décoration florale et le mobilier pour la cérémonie qui se déroulait à l'hôtel des Invalides à Paris. 
Aux côtés d'associations de la jeunesse et du groupe Bayard, Apprentis d'Auteuil est à l'origine de la création du think tank « Vers le haut », consacré aux jeunes et à l'éducation.
Jusqu'à fin 2015, la fondation adhère au Comité de la Charte, qui décerne le Label « Don en Confiance », afin de rassurer le public donateur sur la destination des dons. Début 2016, elle fait le choix de ne conserver que le label IDEAS.
En 2020, elle accompagne plus de 36 000 jeunes et familles, via les 300 établissements d'accueil et de formation dont elle dispose, délivrant notamment 80 types de formations professionnelles,. En 2021, ses formations continues et par apprentissage sont certifiées Qualiopi.
En 2022, la fondation publie un ouvrage destiné à porter son plaidoyer auprès des candidats à la présidentielle et aux législatives, « Prendre le parti des jeunes - 24 solutions pour transformer leur avenir ».

## Établissements

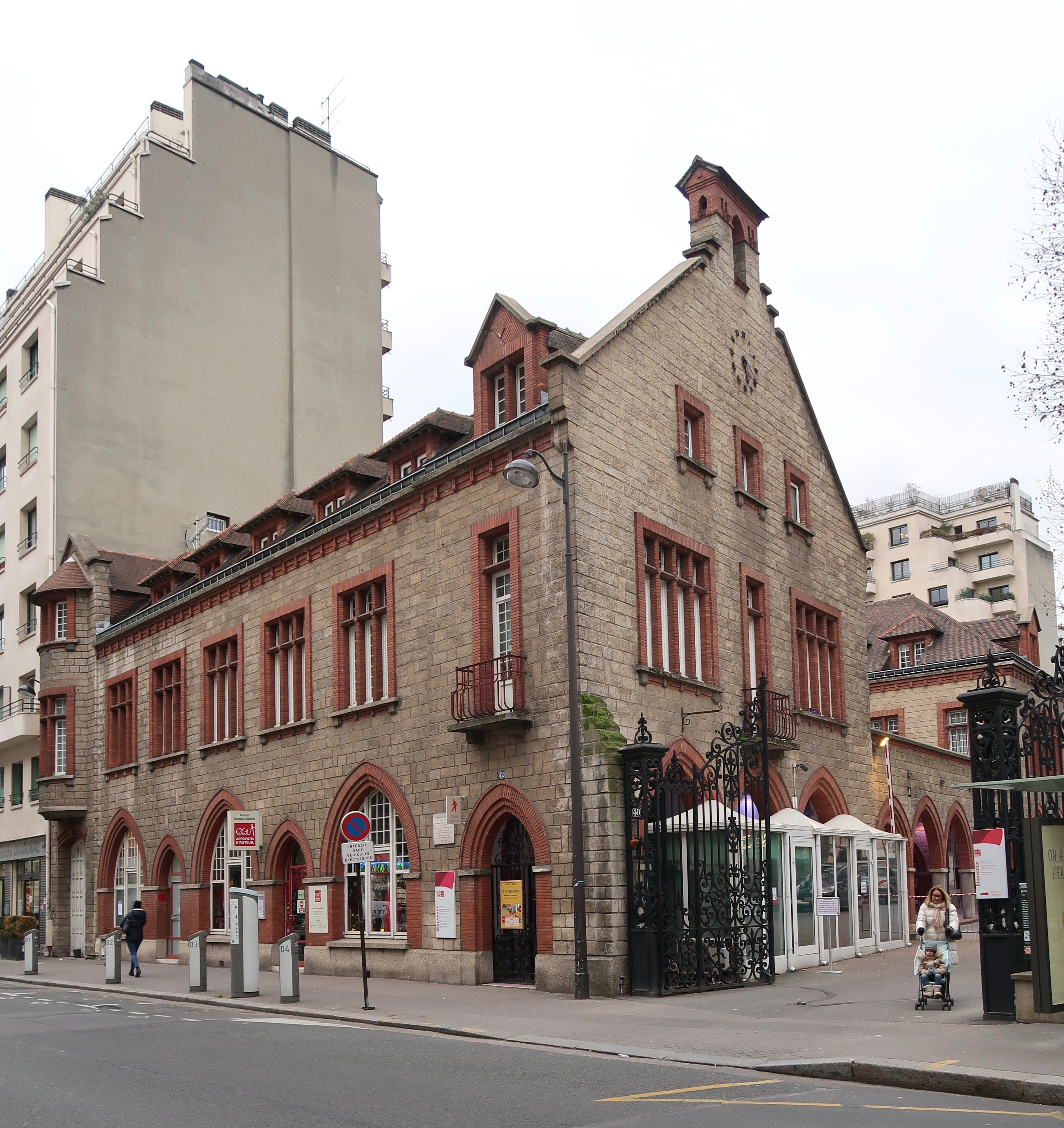
Bâtiment d'entrée du siège parisien.

Le siège des Apprentis d'Auteuil est situé au 40, rue Jean-de-La-Fontaine (Paris). Le site accueille également la Maison d'enfants à caractère social (MECS) Sainte-Thérèse, l'accueil de jour Saint-Gabriel-et-Oscar-Romero, un internat et le lycée technologique et professionnel Sainte-Thérèse (dont l'entrée principale se trouve villa Mozart). Il est bordé par le jardin de la Fondation-d'Auteuil.
En 2020, Apprentis d'Auteuil comptait plus de 300 établissements en France et Outre-Mer. Ils se répartissent sur tout le territoire selon six grandes régions : Île-de-France, Nord-Ouest, Nord-Est, Sud-Ouest, Sud-Est et Outre-Mer.
En 2024, la Fondation Apprentis d'Auteuil compte 8 000 salariés, 2 000 bénévoles et 110 jeunes en service civique. Son financement est à 57 % public et à 43 % privé (dons, legs).
L'organisation compte 26 types d'établissements, de la crèche au centre de formation continue, en passant par la maison d'enfance à caractère social. Exemples :
- Château des Vaux à La Loupe en Eure-et-Loir (28)[18],
- Maison d'enfants à caractère social Pierre Carpentier à Abbeville Somme (80),
- Internat au château de Grignon à Orly, renommé Maison Jean-XXIII,
- Plusieurs établissements à Saint-Antoine à Marcoussis, dont un lycée horticole,

- Orphelinat Saint-Philippe, Meudon Hauts-de-Seine (92)[19].

## Directions

### Présidences
- Bernard Prévost : de 2009 à 2018,
- Jean-Marc Sauvé : depuis 2018[20]

### Directions générales
- Jean Gosselin premier directeur général laïque : de 1973 à 1991,
- Hugues Renaudin depuis 1991, assisté du père Jean Savoie et d’Albert Chilou,
- François Content[note 1] : de 1997 à 2015
- Nicolas Truelle : 2015[note 2],[21]
- Jean-Baptiste de Chatillon : depuis 2024[21].

## Anciens élèves
- Jacques Rouland, Paris
- Jean-Paul Rouland, Paris

## Dossiers judiciaires

### Maison du Saint-Esprit d'Orly (1997)
En décembre 1997, l'éducateur Philippe Guillemin, 36 ans, est condamné à quinze années de réclusion criminelle par la cour d'assises du Val-de-Marne pour viol et agressions sexuelles auprès d'un enfant de 9 ans à l'époque des faits, au sein de la maison du Saint-Esprit d'Orly pendant un an. En 2005, la victime assigne au civil la directrice de l'établissement de l'époque, sœur Alice Kerglonou, ainsi que l'association des Orphelins apprentis d'Auteuil, propriétaire de l'établissement pour ne pas avoir tenu compte de ses plaintes et ne pas avoir alerté la justice ni la famille de la victime. Le Tribunal de grande instance de Paris rejette les demandes de la victime.

### Affaire Jacques Daheron (2001)
Le 25 avril 2001, le prêtre Jacques Daheron, salarié de l'établissement durant 40 ans, est incarcéré, soupçonné d'« agression sexuelle sur mineur par personne ayant autorité » sur trois enfants,. La fondation révèle l’affaire et se porte partie civile,. 
En 2001, l'Observatoire des violences, accidents et infractions graves est mis en place à la suite de l'affaire Daheron.
Lors de son procès, l'accusé reconnaît les faits d'attouchements sexuels, demande de fellation, viols et ce pendant plusieurs années. Il est condamné en 2003 aux assises à six ans de prison pour viols et agressions sexuelles sur trois mineurs.
Une des victimes et sa mère se pourvoient en appel. Dans un arrêt rendu le 28 septembre 2005, la 17e chambre correctionnelle de la Cour d'appel estime que la Cour d'assises de Paris avait « à tort écarté la responsabilité [civil] de la Fondation », une institution plus que centenaire pour des jeunes en difficulté. Outre que la Cour estime « très insuffisantes les indemnités allouées par les premiers juges », elle juge également que « M. Daheron a trouvé dans ses fonctions l'occasion et les moyens de sa faute ». Les magistrats décident ainsi, entre autres, de condamner conjointement le père Jacques Daheron et l'institution à verser 7 500 € à la mère de la victime en réparation de son préjudice moral ainsi qu'une indemnité de 3 000 €. Elle ordonne également une expertise médicale de la victime.

### Collège Sainte-Bernadette de Pau

#### Agression sexuelle (2021)
En septembre 2021, une élève, âgée de 14 ans, du collège Sainte-Bernadette des Apprentis d'Auteuil à Pau, indique être victime d'agression sexuelle. Un signalement auprès du procureur de la République de Pau est immédiatement effectué. Le surveillant d’internat de l'établissement est accusé, démis de ses fonctions puis licencié. En 2019, le surveillant avait déjà fait l'objet d'une enquête interne pour des faits similaires, mais sans aboutir à une mise en cause,.

#### Agressions sexuelles (2024)
En février 2024, deux enquêtes pour agressions sexuelles, entre élèves, sont engagées concernant le collège Sainte-Bernadette de Pau. Depuis plusieurs années des parents et des membres de l'équipe éducative y décrivent un climat de violence permanent,.

## Communication
Depuis 2010, Apprentis d’Auteuil développe une activité de plaidoyer, afin d'infléchir les politiques publiques en faveur des jeunes et des familles en difficulté, dans ses différents domaines d'action et d'expertise : protection de l'enfance, éducation et scolarité, formation et insertion, accompagnement des parents. La fondation agit également dans ce domaine à l'international, avec ses partenaires locaux. 
Au-delà de ses interventions auprès des élus, des décideurs et des institutions, la fondation profite des échéances présidentielles et législatives pour porter sur le devant de la scène des propositions concrètes en faveur de la jeunesse en difficulté, sous forme d’un livre à destination des candidats : 
- 2011 : « Plaidoyer pour la jeunesse en difficulté, l'urgence d'agir ». « Le livret adressé aux parlementaires insiste sur la nécessité de réagir face à l'ampleur du décrochage scolaire »[33]
- 2016 : « Prendre le parti des jeunes, petit bouquin d'utilité publique ». « Famille, école, emploi, engagement citoyen... En quatre chapitres et 20 propositions, des jeunes suivis par la Fondation donnent quelques pistes très concrètes pour révolutionner leur accompagnement »[34].